# Autódromo de Benguela
O Autódromo de Benguela foi um autódromo em Benguela, na Angola. Aberto em 1972 e inativo desde 1976, possuía 3.9 km de extensão e 10 curvas. Apesar do traçado da pista ainda continuar no local, o circuito está abandonado e parece improvável que seja revivido.

## História
Anteriormente, as corridas em Benguela eram disputadas no Circuito da Praia Morena, consistindo em um circuito de rua. Contudo, com a popularidade do automobilismo crescendo na África na década de 1970, fez-se necessário a construção de um autódromo na cidade. Assim, o Autódromo de Benguela foi aberto em 21 de maio de 1972, apenas uma semana antes do Autódromo de Luanda.
Ao longo de sua história, recebeu apenas provas nacionais. Em 1975, mesmo com a Guerra Civil Angolana, houve tentativas de realizarem provas automobilísticas no circuito, entretanto, a partir do ano seguinte, a pista ficou inativa, ocorrendo apenas eventos de forma privada até 2001. Atualmente, o circuito encontra-se completamente dilapidado desde 2005.
Em 2021, o autódromo foi substituído pelo novíssimo Circuito Santos Pêra, nome em homenagem ao falecido piloto Santos Pêras.

## Percurso
O percurso completo tinha 3.9 metros de extensão com 10 curvas. Seu traçado era bem simples, consistindo em duas retas, sendo a principal e uma longa, com uma combinação uniforme de curvas em três partes. Uma versão curta da pista também poderia ser usada, tendo uma extensão de 2.7 metros e 9 curvas.